# Коринфський шолом
Коринфський, або коринтський шолом (англ. Corinthian helmet, нім. korinthische Helm)  — тип бронзового давньогрецького шолома VI—V ст. до н. е. Назву отримав від Пелопоннеського міста Коринф (Коринт), де було розвинуто їх виробництво. За іншою версією, назва походить від коринфської кераміки VI ст. до н. е., на якій часто зображувались воїни в шоломах цього типу. Спартанці, сусіди коринтян, також надавали перевагу цьому шолому: звідси його друга назва — дорійський шолом (бо спартанці — одне з дорійських племен).

## Історія
Коринфський шолом з гребенем із кінського волосся є одним з найбільш впізнаваних символів Греції початку класичного періоду. Поява перших шоломів цього типу припадає на добу архаїки з VII ст. до н. е., що стало відображенням підйому ремісничого виробництва після закінчення «темних століть». Ранні зразки представляли собою глухий захист голови, але з відкритим обличчям. Від шолому іллірійського типу він відрізнявся більш складними обводами, виріз для обличчя став фігурним, помітним ставав наносник. Два високохудожніх шолома перехідного типу з Криту, датованих 2-ю половиною VII ст. до н. е., зберігаються в Метрополітен-музеї. Ці шоломи виковані з цільної заготовки та прикрашені детальним гравируванням зі сценами полювання по всій поверхні.

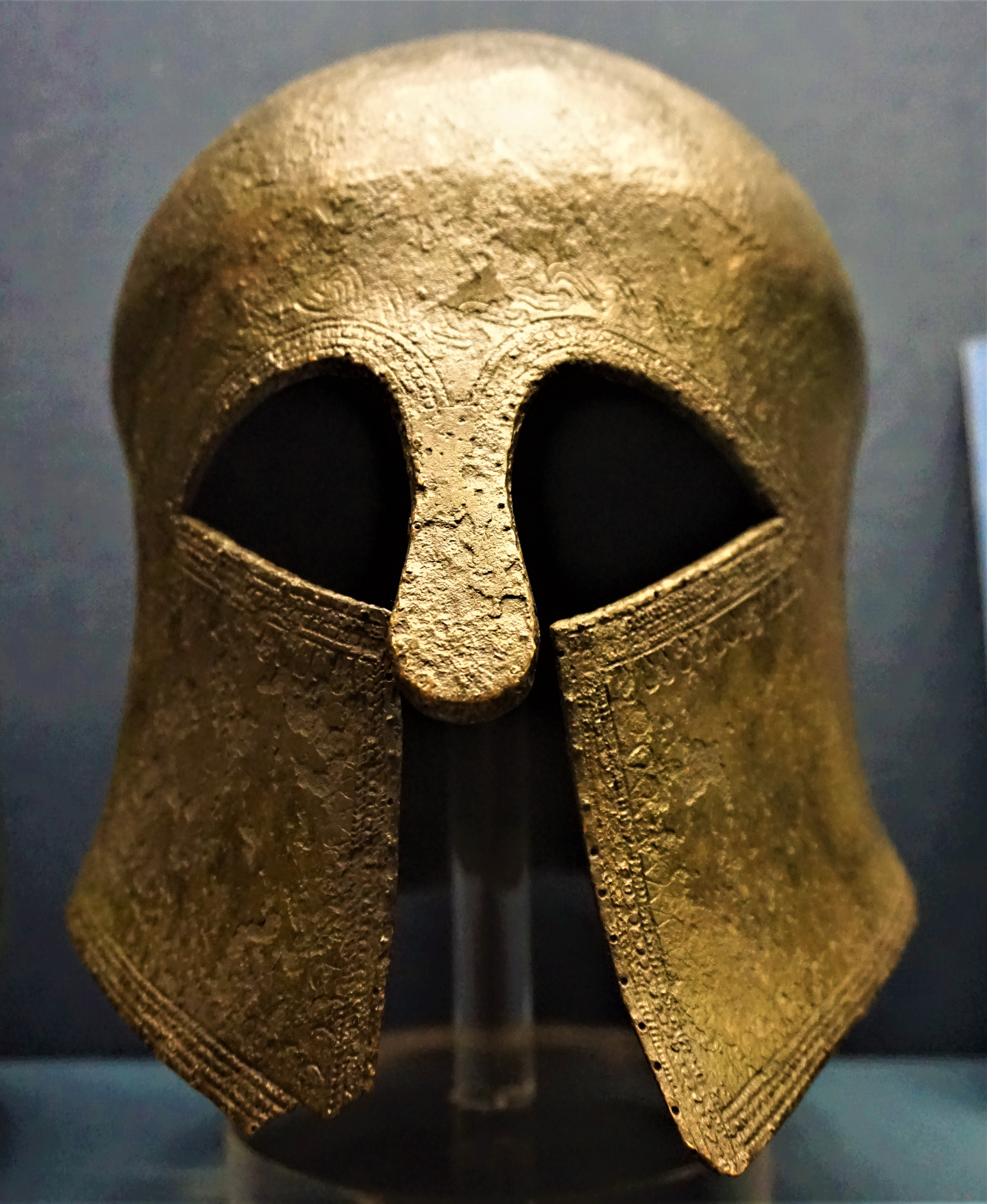
Шолом коринфського типу (Регіон Олімпія, після 6 ст. до н. е., Музей Бенакі, Афіни)

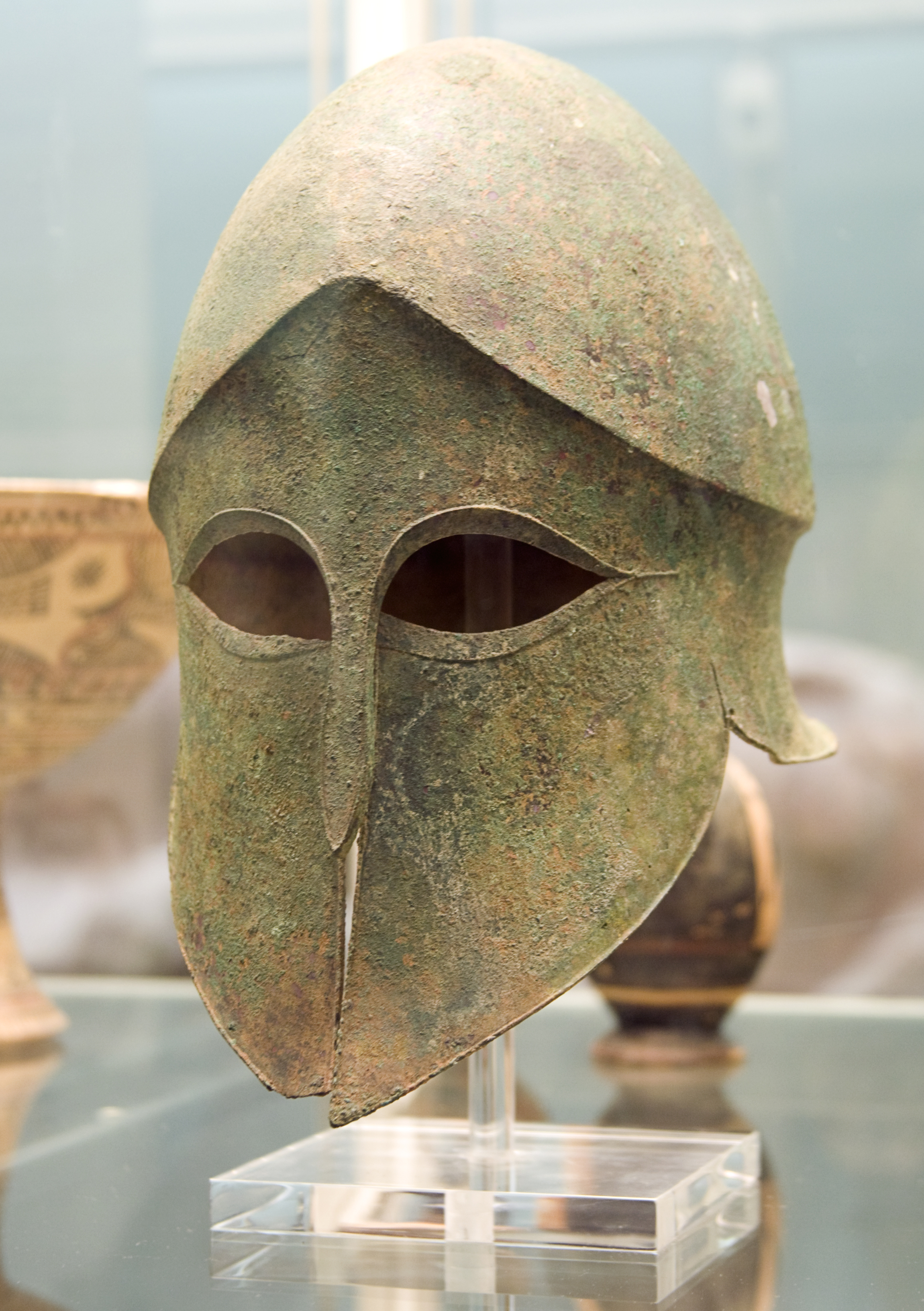
Коринфський шолом з Британського музею (біля 500 до н. е.)

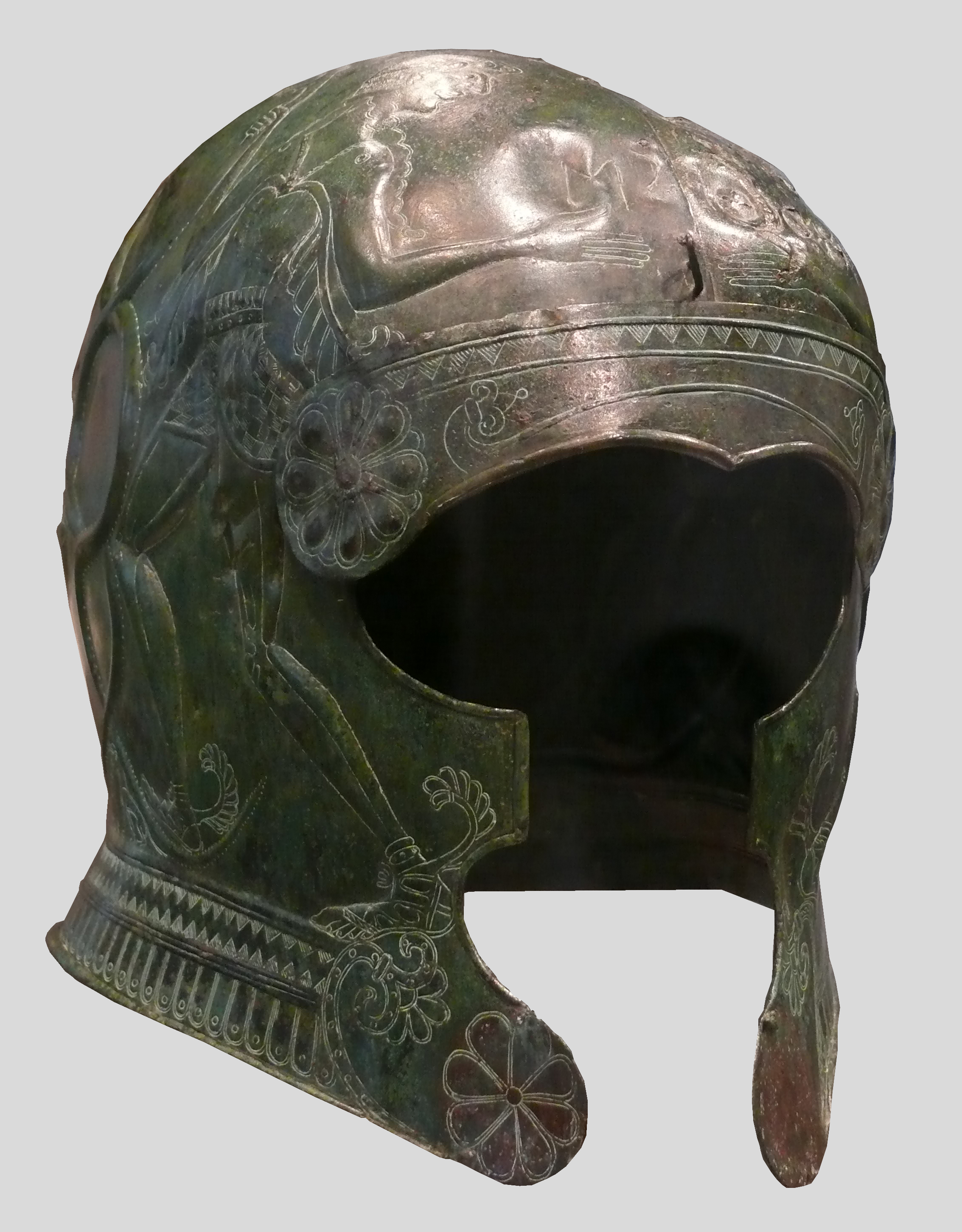
Шолом VII ст. до н. е. з Криту із Метрополітен-музею

В більш пізніх зразках обличчя прикривається суцільним и загнутими нащічниками та масивним нанісником. Такі шоломи, прикрашені з гребенем з кінського волосся, часто зображувалися на давньогрецьких вазах VI ст. до н. е. У бойовому застосуванні прославились під час греко-перських воєн в V ст. до н. е.. У музеї Олімпії (Греція) зберігається такий шолом Мільтіада, переможця персів при  Марафоні[джерело?].
Вважають, що спартанські чоловіки відрощували характерне для них довге волосся для того, щоб воно служило їм амортизаційною подушкою між головою та внутрішньою поверхнею шолома, як доповнення до повстяної шапочки-підшоломника. Поза боєм шолом зсувався на потилицю, відкриваючи обличчя. У спартанців зустрічаються шоломи з поперечним розташуванням кінського гребеня. Припускають, що це мало вказувати на ранг воєначальника. Глухий коринфський шолом давав повний захист, однак нанісник та закрите обличчя обмежували огляд. Не випадково спартанці бились в щільній фаланзі, де не виникало необхідності стежити за діями ворога з флангу.
Зазвичай шолом був розділений в області рота, але в грецьких полісах Південної Італії, знаходять суцільні шоломи VI—V ст. до н. е. Вони нагадують казанок з отворами для очей та дихання. Характерний Т-подібної форми нанісник поділяє «Т» навпіл. Цей тип шолома називається апуло-коринфським. В Італії коринфські та аттичні шоломи прикрашали інколи рогами замість гребенів. Серед фахівців такі прикраси отримали назву антен.
До кінця V ст. до н. е. коринфський тип витісняється більш практичними халкидськими шоломами. Коринфський шолом V ст. до н. е. в гарному стані був проданий на аукціоні Сотбі в 2002 р. за 174,000 $.

## Технологія виробництва

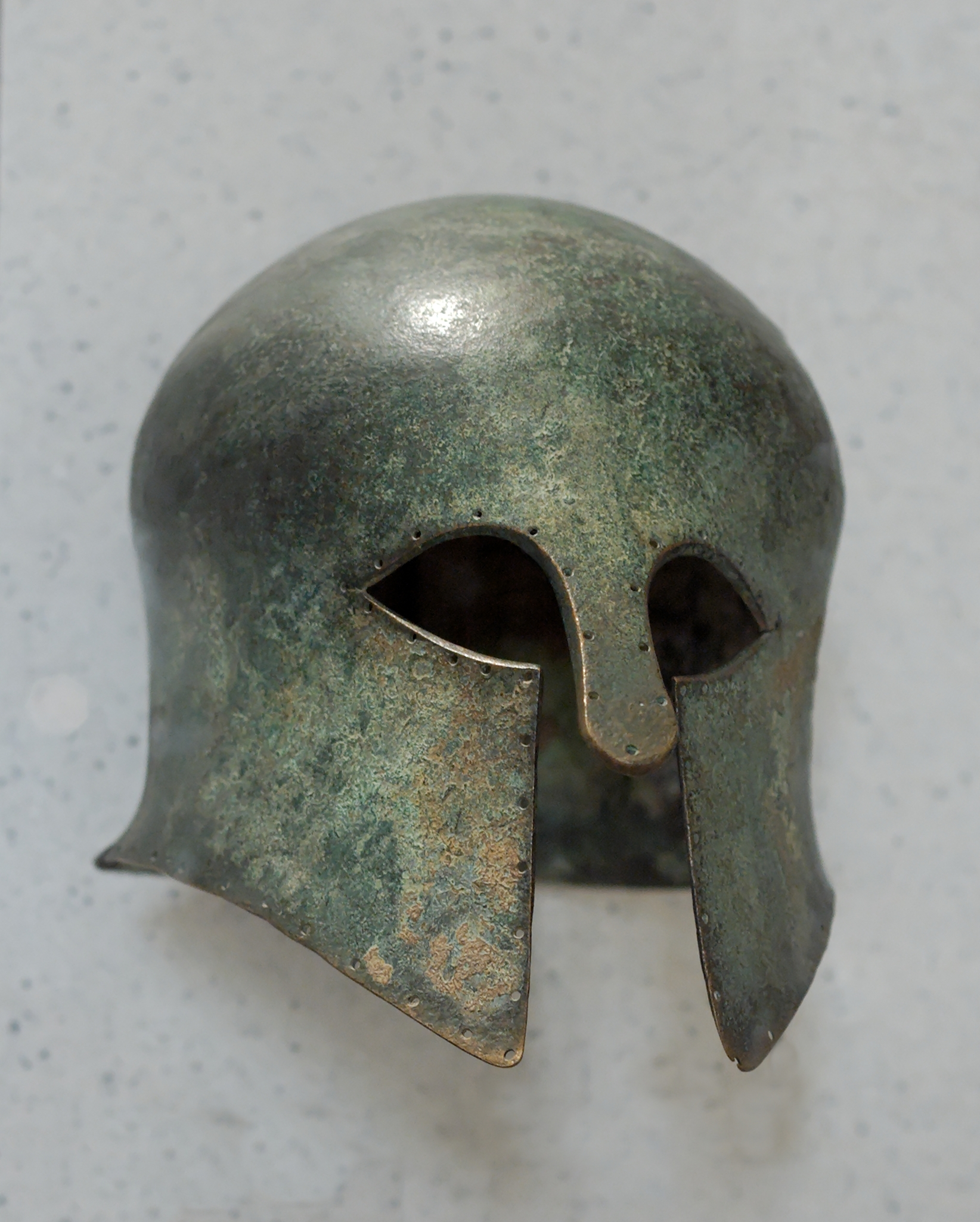
Шолом коринфського типу VI ст. до н. е. з Лувру

Зустрічається думка, що коринфський шолом кувався під розмір індивідуального замовника. Часто клепали кілька штифтів для установки гребеня з кінського волосся. Вчені провели структурний аналіз такого шолома методом нейтронної та рентгенівської дифракції. На основі дослідження було зроблено висновки: бронзовий шолом відливався на заготовку за формою голови, який потім кувався під розмір в кілька етапів, причому кінцева ковка призводила до підвищення твердості бронзи. Бронза містила 11—12 % олова, тобто максимально можливу фракцію, вище якої бронза переходить з твердої в крихку.
На детальному вигляді коринфського шолома з Лувру можна помітити значну товщину метала в районі нанісника. Бронзові обладунки в той час робились товщиною біля 1 мм, товщина шолома коливається приблизно цієї величини: товстіше в районі лоба, тонше по нижньому краю. Вага коринфського шолома коливалася в межах від 1 до 2 кг, в той час як інші типи шоломів важили в середньому до 1 кг. Надмірна міцність шолома була наслідком міркувань безпеки. Воїн не бажав загибелі в бою від пробитого шолома.